# منطقه ۴ شهرداری تهران
منطقه ۴ شهرداری تهران شرقی‌ترین نقطه تهران است که در شمال شرقی شهر تهران قرار دارد. بخشی از این منطقه در دامنه‌های البرز قرار دارد. دسترسی سریع بخشی شرقی منطقه به مناطق گردشگری متعدد همچون دره‌های لتیان و دره‌های سرسبز فشم، اوشانٰ و میگون و مناطق ورزشی تفریحی دربندسر، شمشک و آبعلی آن را از دیگر مناطق تهران متمایز کرده‌است. این منطقه از طرف شمال به رشته کوه‌های البرز و منطقه یکٰ از طرف غرب در حدود خیابان لنگری به منطقه یک و محله پاسداران، از طرف جنوب و خیابان رسالت و مناطق هفت و هشت، در محدوده خیابان دماوند نیز به منطقه سیزده محدود می‌شود. این منطقه به عنوان یکی از پرجمعیت‌ترین، وسیع‌ترین، مهاجرپذیرترین، پر ساخت و سازترین مناطق تهران شناخته شده‌است. این منطقه با دارا بودن پارک جنگلی لویزان و همچنین با ویژگی‌هایی چون وجود نابرابری اجتماعی - اقتصادی شدید در آن، جوان بودن میانگین سنی جمعیت، وجود اقشار آسیب‌پذیر در محله‌هایی همچون خاک سفید، شمیران نو، شیان و … از سایر محله‌های تهران قابل تمایز و تفکیک است. شهرداری منطقه ۴ دارای ۹ ناحیه و بیست محله است.

## تاریخچه
محدوده منطقه چهار تهران کنونی، در دوره‌های تاریخی اواخر قاجار و دوران پهلوی، باغ کاری‌های کشاورزی بوده‌است. از سال ۱۳۳۵ به بعد این منطقه با حفظ نقش تفرجگاهی و ییلاقی خود تبدیل به مکانی برای استقرار ویلاهای تابستانی متمولین بود. کلا برای شهر تهران، روستاهای سوهانک، ازگل، اراج، گلستان، مبارک‌آباد و اطراف باغ هروی از چنین ساخت و بافتی برخوردار بوده‌است. کانون‌های سکونتی اولیه در این منطقه، در محدوده‌های نارمک شمالی و تهرانپارس در دهه ۴۵–۳۵ شکل گرفت و به تدریج توسعه یافت و طی سالهای ۱۳۳۰ تا ۱۳۵۰ بافتهای مدرن در نارمک و تهرانپارس و به موازات آن کارگاه‌های صنعتی و کارخانه‌های واقع در شرق منطقه به شکل سطوح گسترده صنعتی به وجود آمد. از سال ۵۶ به بعد محدوده ورودی شرقی تهران در منطقه ۴ محل استقرار جمعیت مهاجر از دیگر شهرها و روستاهای کشور قرار گرفت و به تدریج بافتهای روستایی و حاشیه ای محله‌های خاک سفید، شمیران نو، کاظم‌آباد در این منطقه شکل گرفت.

## اطلاعات عمومی
در این بخش اطلاعات جمعیت‌شناسی، مساحت و ویژگی‌های طبیعی ارائه می‌شود.
مساحت و جمعیت
شهرداری منطقه ۴ با مساحتی معادل ۶۱۲۸۸۳۶۷ متر مربع در قسمت شمال شرقی تهران قرار گرفته‌است. مستند به آمار منتشر شده در سال۱۴۰۰ جمعیت این منطقه ۸۰۳۷۸۹ نفر است. از این تعداد ۴۱۳۷۶۱ نفر مرد و ۳۹۰۰۲۸ نفر زن هستند (مرکز آمار ایران، ۱۳۸۵).. در این منطقه ۲۳۰۰۳۶ خانوار سکونت دارند. در حال حاضر ۹ ناحیه و ۲۰ محله در سطح منطقه ۴شهرداری تهران وجود دارد. تهران پارس غربی پرجمعیت‌ترین و کالاد (کوهک) کم-جمعیت‌ترین محله‌های منطقه۴ شهرداری تهران هستند. گزارش آماری دیگر منتشر شده بر اساس سازمان آمار اذعان دارد که جمعیت این منطقه براساس سرشماری سال ۱۳۹۵ ایران، ۹۱۹٬۰۰۱ نفر (۳۰۴٬۱۶۹ خانوار) شامل ۴۵۷٬۴۶۰ مرد و ۴۶۱٬۵۴۱ زن است.
ویژگی جغرافیایی و طبیعی
منطقه چهار در مختصات جغرافیایی'۱۵، °۵۱ الی '۳۳، ° ۵۱ طول شرقی و'۳۲، °۳۵ الی '۴۹، °۳۵ عرض شمالی واقع شده‌است. وسعتی حدود ۹۵۰ کیلومتر مربع را شامل می‌شود. در منطقه چهار شهرداری تهران گسل‌های شیان، کوثر، ده‌نارمک وجود دارند. از لحاظ ژئو مورفولوژی، شهر تهران شامل این تقسیمات است: ارتفاعات شمالی، کوهپایه‌های شمالی، دشت تهران که منطقه ۴ شهرداری تهران در زمره واحد کوهپایه ای قرار می‌گیرد.

## مراکز مهم
در منطقه چهار دانشگاه‌ها، فرهنگسراها و مجموعه‌های ورزشی و بوستان‌های متعددی وجود دارد در این‌جا به برخی از این مراکز اشاره می‌شود.
مراکز علمی
برخی از دانشگاه‌های مستقر در منطقه چهار عبارتند از
- دانشگاه شهید رجائی
- دانشگاه علم و صنعت
- دانشگاه آزاد اسلامی واحد تهران شمال
- پیام نور مرکزی
- دانشگاه شهید چمران
- پردیس فنی و مهندسی شهید عباسپور حکیمیه بلوار شهید عباسپور

مراکز فرهنگی
این منطقه تا سال ۱۴۰۰ دارای دو فرهنگسرا است.
- فرهنگسرای اشراق
- فرهنگسرای هنگام
- خانه فرهنگ صدف
- پردیس سینمایی هروی
- پردیس سینمایی هدیش
- پردیس سینمایی نارسیس

بوستان‌ها
در این منطقه تا پایان سال ۱۴۰۰، بالغ بر دویست و هفده بوستان وجود دارد.
- باغ پرندگان تهران در شمال‌شرق تهران در دل جنگل لویزان واقع شده‌است. این باغ در ۲ فاز طراحی شده‌است، فاز اول به نام «دشتچر» نام‌گذاری شده‌است و شامل پرنده‌هایی است که در قفس نگهداری می‌شوند یا توان پرواز ندارند. فاز دوم که مساحتی معادل ۶٫۲ هکتار دارد و در محدوده شمالی احداث شده‌است، «آبچر» نام دارد. «آبچر» مخصوص پرندگانی است که قابلیت پرواز دارند، پوسته و توری طراحی شده برای این بخش از خروج پرندگان از این فضا جلوگیری می‌کند. احداث این باغ ۳ سال به طول انجامید.[۹]از شاخصه‌های باغ پرندگان تهران، طراحی زیبا و منحصر به‌فرد محوطه باغ است. محوطه باغ پرندگان را مسیرهای سنگفرش شده که توسط درختان و گل‌های زیبایی محصور شده، دربر گرفته‌است. سایه‌بان‌هایی از جنس چوب، نی و پوشال، نیمکت‌های چوبی با طراحی‌های متنوع، آلاچیق‌های چوبی، عدم وجود تیر برق یا تأسیسات اضافی، تابلوهای راهنمای طرح چوب با خط نستعلیق، آبشارهای کوچک و زیبا و طراحی هوشمندانه برکه‌ها و پل‌های چوبی آن از شاخصه‌های این باغ می‌باشد.[۱۰]

- پارک جنگلی لویزان یکی از پارک‌های جنگلی شهر تهران و بخش شمیران است که ۱۱۰۰ هکتار وسعت دارد و در شمال شرق پایتخت و در حدود ۱۳ کیلومتری مرکز شهر تهران واقع گردیده‌است.[۱۱] این پارک در حدود ۱۳ کیلومتری مرکز شهر تهران قرار دارد و از شمال به قوچک، از جنوب به شمس‌آباد، از غرب به ده لویزان و از شرق به پادگان خاتم الانبیا محدود می‌شود.[۱۲]

## محله‌ها
- تهران‌پارس شرقی
- تهران‌پارس غربی
- حکیمیه
- شمس‌آباد - مجیدیه
- شمیران‌نو
- قاسم‌آباد - ده نارمک
- قنات کوثر
- گلشن
- لویزان - شیان
- مجیدآباد
- پاسداران - ضراب‌خانه
- حسین‌آباد - مبارک‌آباد
- علم و صنعت
- کاظم‌آباد
- کالاد
- مهران
- نارمک شمالی
- اوقاف
- کوهسار

## حمل و نقل عمومی
دسترسی به شبکه حمل و نقل عمومی در منطقه چهار از طریق اتوبوس، تاکسی و مترو میسر است. این منطقه علاوه بر چندین و چند پایانه اتوبوس و تاکسی دارای جند ایستگاه مترو نیز هست.
- ایستگاه متروی تهرانپارس
- ایستگاه متروی خواجه عبدالله انصاری
- ایستگاه متروی شهید زین‌الدین
- ایستگاه متروی فرهنگسرا
- ایستگاه متروی حسین‌آباد
- ایستگاه متروی هروی
- ایستگاه متروی شهید باقری
- ایستگاه متروی دانشگاه علم و صنعت
- ایستگاه متروی سرسبز